# Gribskov
 For alternative betydninger, se Gribskov (flertydig). (Se også artikler, som begynder med Gribskov)
Gribskov er en skov i Nordsjælland og Danmarks fjerdestørste skov. Den dækker et område fra Nødebo i syd til Esbønderup i nord og Esrum sø i øst til Alsønderup i vest. I alt er skoven på ca. 5.600 ha, hvilket gør den til en af Danmarks største skove, kun overgået af Silkeborgskovene, Rold Skov og Klosterhede Plantage.

## Naturbeskyttelse
Gribskov indgår i Nationalpark Kongernes Nordsjælland. Med Naturpakken i 2018 blev det besluttet, at størstedelen af Gribskov skal have karakter af såkaldt "urørt skov". Det vil sige, at træhugsten på sigt skal ophøre og at biodiversiteten skal have førsteprioritet. Gribskov er det absolut største sammenhængende område i Danmark, der er udlagt til urørt skov.
Naturpakken 2016 medførte i 2018 at der blev udpeget 2.111 ha urørt løvskov og 826 ha anden biodiversitetsskov i Gribskov. I 2022 fandt man i Gribskov Vulstmaskebi, som ikke havde været set i Danmark siden 1971.
Gribskov er også hjemsted for Naturnationalpark Gribskov, der er den ene af de to første Naturnationalparker i Danmark. Parken bliver på omkring 1.100 ha. Den anden Naturnationalpark ligger ved Fussingø ved Randers. Der afsættes 10 millioner kr. + 7 millioner fra EU Life-programmet til oprettelsen, mens driften af Naturnationalparken skal finansieres via midlerne til urørt skov.

## Historie
I starten var Gribskov delt mellem kirken og kronen, men efter reformationen overgik hele området til kongen. Denne brugte, frem til 1700-tallet, mest området til jagt og græsning for heste fra det berømte Frederiksborg Stutteri. Herefter begyndte skovdriften at få større betydning end jagt og græsning.
Ordet grib i Gribskov er en gammel dansk betegnelse, der f.eks. i gribsjord angiver et areal, som ikke ejes af nogen bestemt, altså oprindelig en form for fællesskov. I den nordøstlige del af skoven, omkring Esbønderup, ses et velbevaret fossilt kulturlandskab. Her lå tidligere landsbyen Sibberup Vang (også kaldet Sibberup). Skoven ligger i Gribskov Kommune og Hillerød Kommune.
På Multebjerg, skovens højeste punkt, lå en af Flyvevåbnets radarstationer. Den bedste udsigt i skoven er fra Fruebjerg, der ligger nær Gadevang i skovens vestligste del.

## Gribsø
I skovens sydvestlige del ligger (Store) Gribsø, der har et areal på ca. 10 ha, ca. 500 meter øst for søen ligger Lille Gribsø, der faktisk er en mose med lidt åbent vand.
Et sagn om søen fortæller, at den er bundløs, og at dette er på grund af Guds vrede. Sagnet siger, at der engang lå et nonnekloster på stedet. Nonnerne var imidlertid mere interesserede i munkene oppe i Esrum Kloster end Gud, og derfor åbnede jorden sig og opslugte klosteret, som blev ved med at synke, og således opstod søen. Det siges bl.a., at man i stille aftener stadig kan høre klosterets klokker ringe nede fra dybet.
Selv om søen med sit mørke vand ser bundløs ud, er forklaringen, at Gribsø er en såkaldt dystrof sø. Dette betyder, at den både er sur og har et meget højt indhold af humusstoffer, dvs. delvist omsatte organiske stoffer i meget små partikler, der i større mængder farver vandet brunt. Derfor kan man ikke se søens bund, selv om søen på det dybeste sted kun er 11 meter dyb. Søen har ingen direkte tilløb og heller ingen afløb, og vandet opholder sig således i gennemsnit i søen i 2,3 år. Da man byggede Frederiksborg Slot ved Hillerød, førtes vand fra Gribsø gennem en gravet kanal til Frederiksborg Slotssø, rester af denne kanal kan endnu anes i terrænet.
Gribskovbanen løber langs østsiden af søen og har ved søens nordvestlige hjørne et trinbræt med samme navn som søen.

## Flyverstenen
I Gribskov er opsat en mindesten, kaldet Flyverstenen, til minde om to flyvere fra Royal Canadian Air Force, der den 30. november 1944 under besættelsen styrtede ned i skoven med deres De Havilland Mosquito. Flyet havde angrebet tyske stillinger i Danmark over var på vej hjem til England og fløj i lav højde for at undgå den tyske radar i Gilleleje. Under flyvningen ramte flyet trætoppene og styrtede ned og begge piloter omkom. Stenen blev rejst umiddelbart efter krigen på initiativ af den lokale sognepræst i Mårum og afsløret den 22. juli 1945. Stenen har siden 1985 været centrum for en mindehøjtidelighed med kransenedlæggelse på befrielsesdagen.